# Hrabstwo Brown (Kansas)

Piramida wieku hrabstwa

Hrabstwo Brown – hrabstwo położone w USA w stanie Kansas z siedzibą w mieście Hiawatha. Założone 25 sierpnia 1855 roku. Nazwa hrabstwa pochodzi od Alberta Gallatina Browna.

## Miasta
- Hiawatha
- Sabetha
- Horton
- Everest
- Fairview
- Morrill
- Robinson
- Reserve
- Powhattan
- Willis
- Hamlin

## CDP
- Kickapoo Site 1
- Kickapoo Site 2
- Kickapoo Site 5
- Kickapoo Site 6
- Kickapoo Site 7
- Kickapoo Tribal Center

## Sąsiednie hrabstwa
- Hrabstwo Richardson, Nebraska
- Hrabstwo Donphan
- Hrabstwo Atchinson
- Hrabstwo Jackson
- Hrabstwo Nemaha